# Sveučilište u Innsbrucku
Sveučilište u Innsbrucku je austrijsko sveučilište koje se zapravo sastoji od dva sveučilišta: Leopold-Franzens i Innsbruck Medical.

## Vanjske poveznice
- Stranica sveučilišta  Arhivirana inačica izvorne stranice od 27. srpnja 2004. (Wayback Machine)